# Alfred Beamish
Alfred Ernest Beamish (6 agosto 1879 – 28 febbraio 1944) è stato un tennista britannico.

## Palmarès

### Olimpiadi
- Bronzo a Stoccolma 1912 nel doppio maschile indoor.